# Jerzy Jundziłł
Jerzy Jundziłł herbu Łabędź (zm. w 1639 roku) – chorąży lidzki w latach 1639–1639, podstarości lidzki w latach 1630–1635, poborca lidzki w 1626 roku.
Syn Jana i Halszki Łukomskiej. Żonaty z Katarzyną Jewłaszewską, miał córki: Symforozę Klukowską i Aleksandrę Osmolską.